# Об'єднання Дунайських князівств

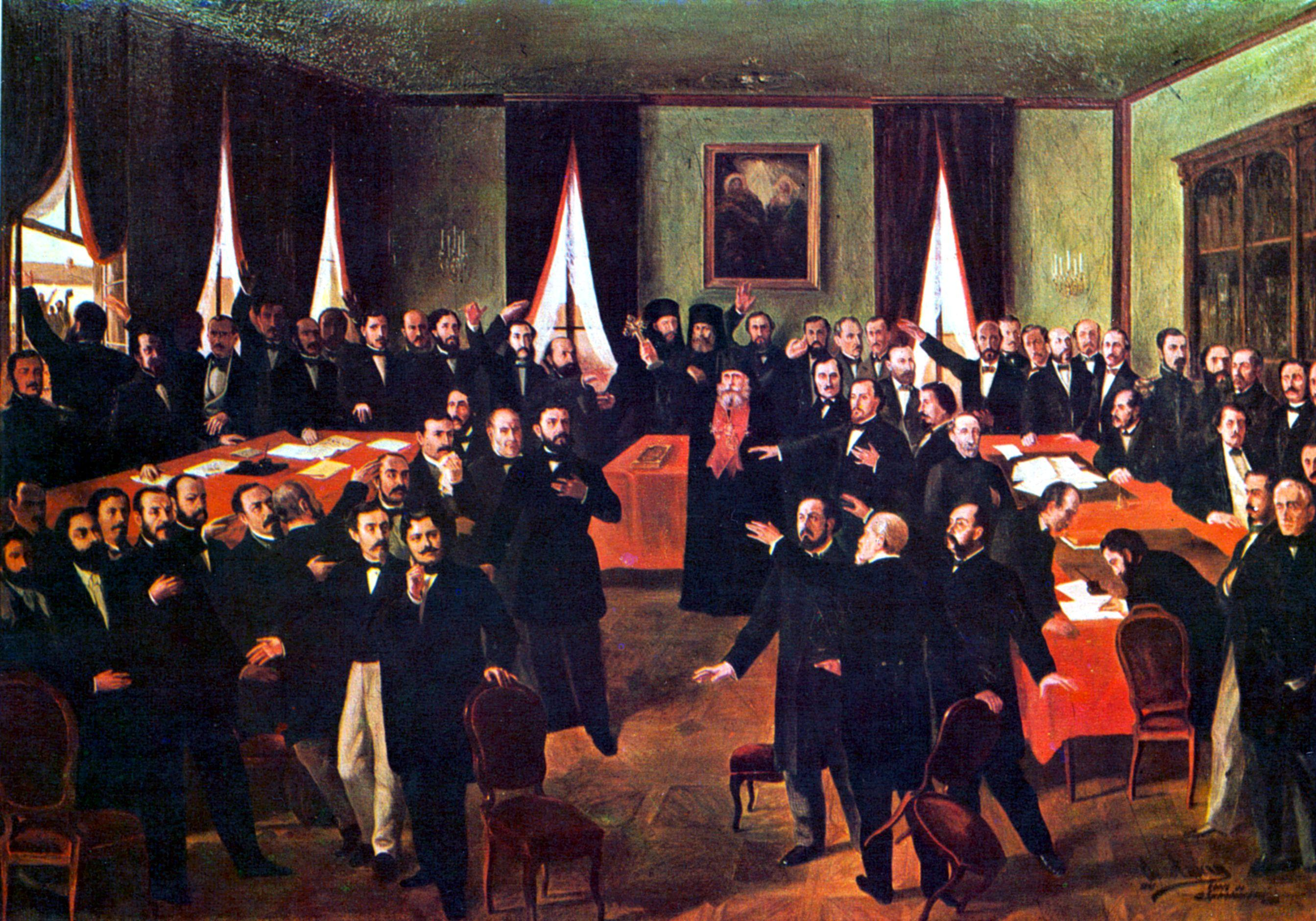
Теодора Амана. «Проголошення унії»

Прапор новоутвореної держави

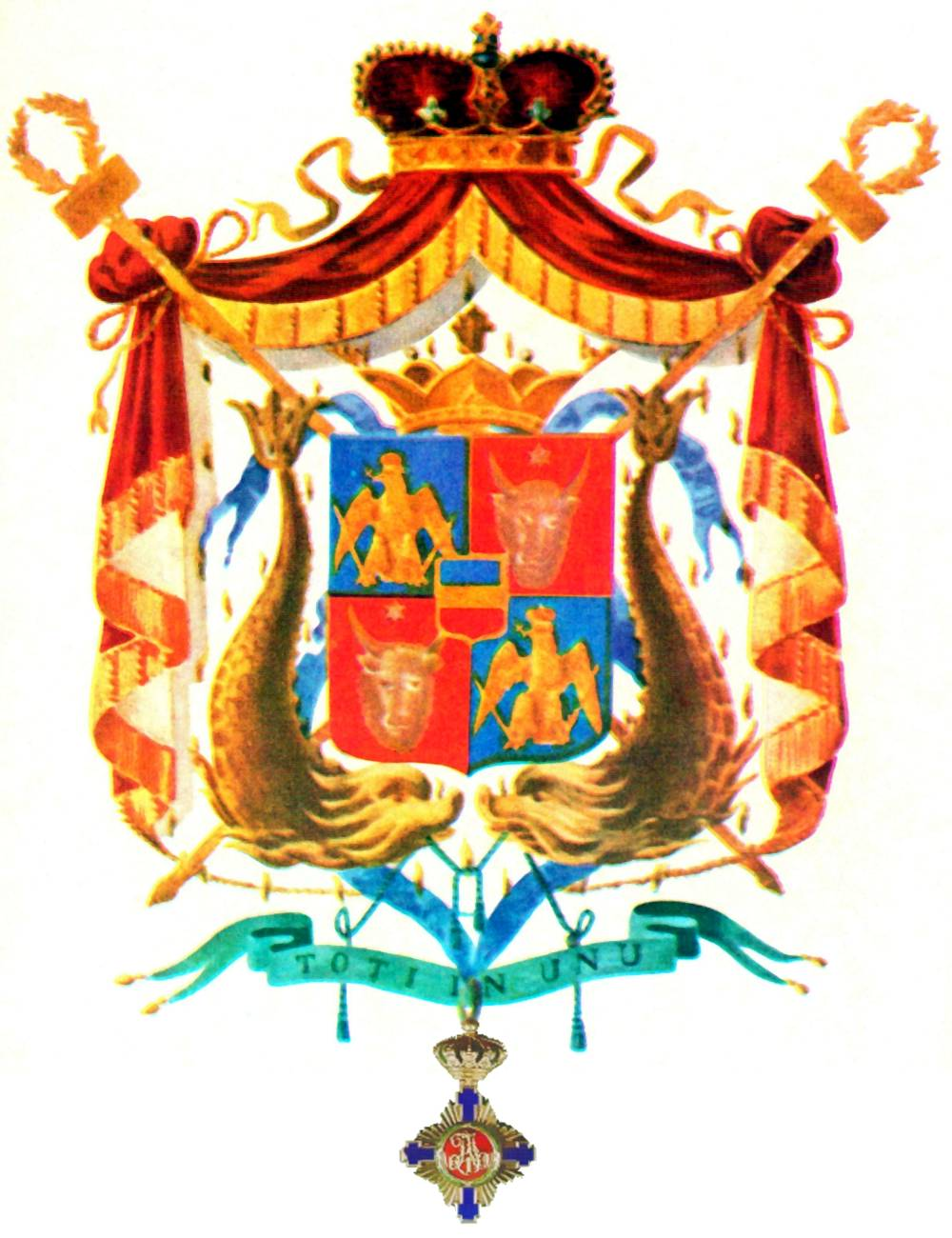
Герб об'єднаного князівства Волощини та Молдови. Герби князівств поєднувалися рівноправно, серцевинний щиток кольорів державного прапора символізував єдність держави.

Об'єдна́ння Дуна́йських князі́вств (рум. Unirea Principatelor Române) — процес державотворення Румунії з 1858 до 1861 (1862) рік, що полягав в об'єднанні Дунайських князівств (Волощини і Молдови) в єдину державу. Завершився виникненням Об'єднаного князівства Волощини і Молдови. Виникнення нової держави визнано Османською імперією в 1861 році. Створення єдиної держави дозволило зосередитися на проведенні ліберальних реформ та формуванні національної економіки, що дало поштовх розвитку Румунії в цілому.
У Румунії подія відома під назвою Мале об'єднання (рум. Mica Unire). Також виділяється Велике об'єднання, коли до складу Румунії увійшли Трансільванія, Бессарабія та Буковина.

## Передумови

### Формування національно-визвольного руху
Три румунські держави — Дунайські князівства і Трансильванія, що виникли в Середні віки, були тісно пов'язані між собою культурно і економічно. Після завоювання Османською імперією Волощини та Молдови ці князівства разом прагнули до здобуття незалежності. Саме тому національна ідея тут довгий час базувалася на звільненні від турецького васалітету. Попри збереження автономії князівств, турецька влада чинила на них політичний і культурний тиск. Зокрема, як офіційна мова використовувалася грецька. Одночасно в румунському суспільстві гостро стояло земельне питання, оскільки обидві держави залишалися аграрними придатками Європи. Через це часто відбувалися селянські повстання і бунти. Ситуацію посилювала слабкість центральної влади у Османській імперії. Через загальні кризи в імперії страждала економіка Дунайських князівств.
Павло Дмитрович Кисельов, призначений російською владою після війни з Туреччиною в 1829 році керуючим Дунайськими князівствами, почав проведення реформ. Були утворені парламенти князівств — Адунаря Обштяске, — введені Органічні регламенти, гілки влади були розділені. Попри це, реформи не покращили становища середнього класу населення, так як управління державами як і раніше надавалося боярам. Одночасно Османська імперія втратила право на втручання у внутрішні справи князівств, фактично визнавши їх самостійність.

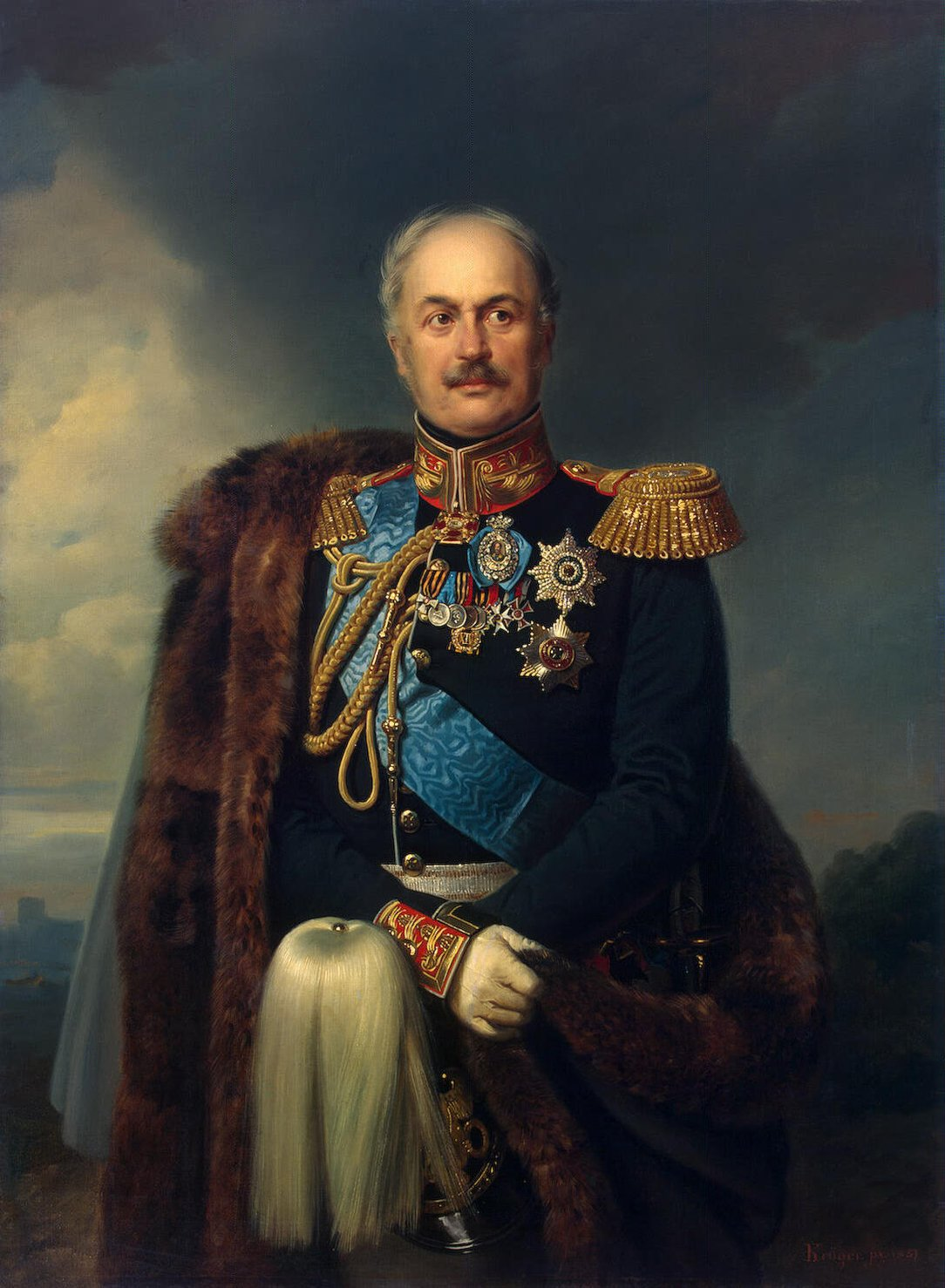
Павло Дмитрович Кисельов

При Кисельові тривало становлення румунської інтелігенції, яка усвідомлювала необхідність проведення масштабніших реформ у всіх сферах. Таким чином, на початку XIX століття в Дунайських князівствах сформувався ліберальний національно-визвольний рух. Прихильники цього руху ставили перед собою дві основні цілі: відколоти від Османської імперії Волощину і Молдову і провести в князівствах демократичні перетворення. Об'єднання Дунайських князівств в єдину державу було відсунуто на другий план.
У 1834 Павло Кисельов втратив свої повноваження. Йому на зміну у Волощині прийшов Александру II Гика, а в Молдові — Михайло Стурдза. Ці господарі правили в абсолютно нових умовах, так як в Дунайських князівствах з'явилися парламенти і Органічні регламенти. Обидва господаря почали суперництво з парламентами, так як ті взяли на себе частину повноважень. У 1840-х роках зростає корумпованість органів влади, починається чиновницьке свавілля. У таких умовах формуються організації, які прагнуть до зміни політичного режиму в Дунайських князівствах.
Опозиційний рух в Дунайських князівствах було представлено трьома організаціями: «Фреціе», «Асоціація патріотіке» і «Товариство румунських студентів в Парижі». Всі організації переслідувалися поліцією, а «Асоціація патріотіке» була ліквідована волоською поліцією. Дві що залишилися організації розробляли програми з проведення ліберальних реформ в Волощині та Молдові. «Товариство румунських студентів в Парижі» приєдналося до «Фреціе», і сформувалася потужне опозиційне угруповання. Пізніше до неї почали приєднуватися представники робітничого класу.
У «Фреціе» довгий час не було єдиної програми. Від її членів надходили різні пропозиції — від введення конституційної монархії до повного об'єднання Дунайських князівств і проголошення республіки. Рух розділився на дві частини — лібералів і радикалів.

### Революція. Перша спроба об'єднання

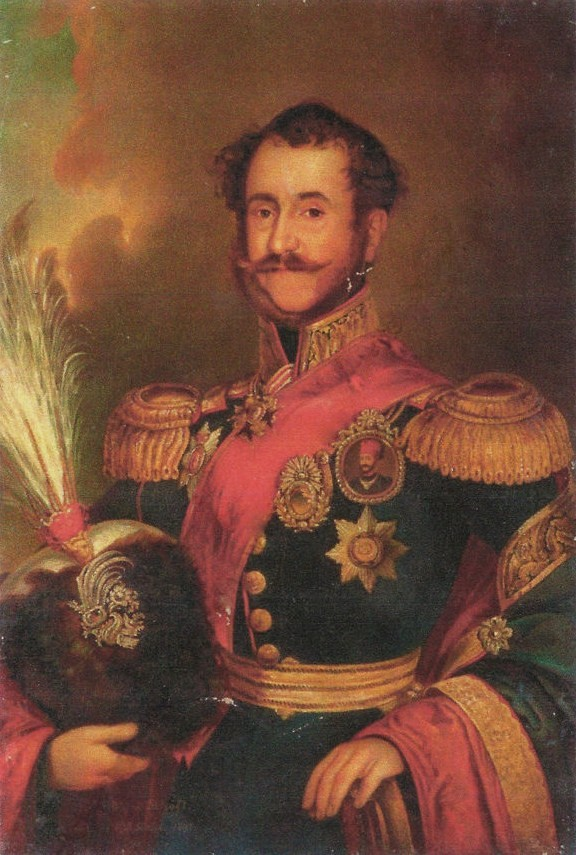
Міхайло Стурдза

Бажання інтелігенції провести ліберальні реформи зіграло велику роль в об'єднанні Дунайських князівств. Протягом 1840-х років румунський національний рух базувався на ідеях лібералізму. Також великий вплив чинився з-за кордону, зокрема з Франції. Там перебувала значна частина членів «Фреціе», які побоювалися переслідувань на батьківщині.
Ще до 1848 року пов'язаний з «Фреціе» Іон Гика наніс молдовському господарю Михайлу Стурдза візит з пропозицією змістити з волоського престолу Гику і проголосити єдину влахо-молдовську державу. Стурдза не сприйняв пропозицію всерйоз і відмовився.
Після посухи 1847 року, яка викликала невдоволення селян, економічну кризу і проголошення у Франції республіки в 1848 році румунські революціонери усвідомили, що настав час діяти. Першою революція відбулася в Молдові. Там 27 березня в Яссах в готелі «Петербург» відбулося засідання ліберального боярства, де було прийнято рішення вручити господарю «Петицію-прокламацію», в якій були викладені вимоги повсталих. Від несподіванки Стурдза прийняв петицію, але вже увечері відкликав своє рішення і направив до готелю війська. Після нетривалих зіткнень по країні пройшла низка арештів. Деякі з революціонерів втекли в Австро-Угорщину.
Молдовський рух знову влаштувався за кордоном. Частина його представників усвідомила необхідність консолідації зусиль з волоськими революціонерами. Вже за кордоном були видані «Побажання національної партії Молдови» і «Наші принципи реформування батьківщини». У другому документі окремим пунктом йшло об'єднання Волощини та Молдови в єдину державу.

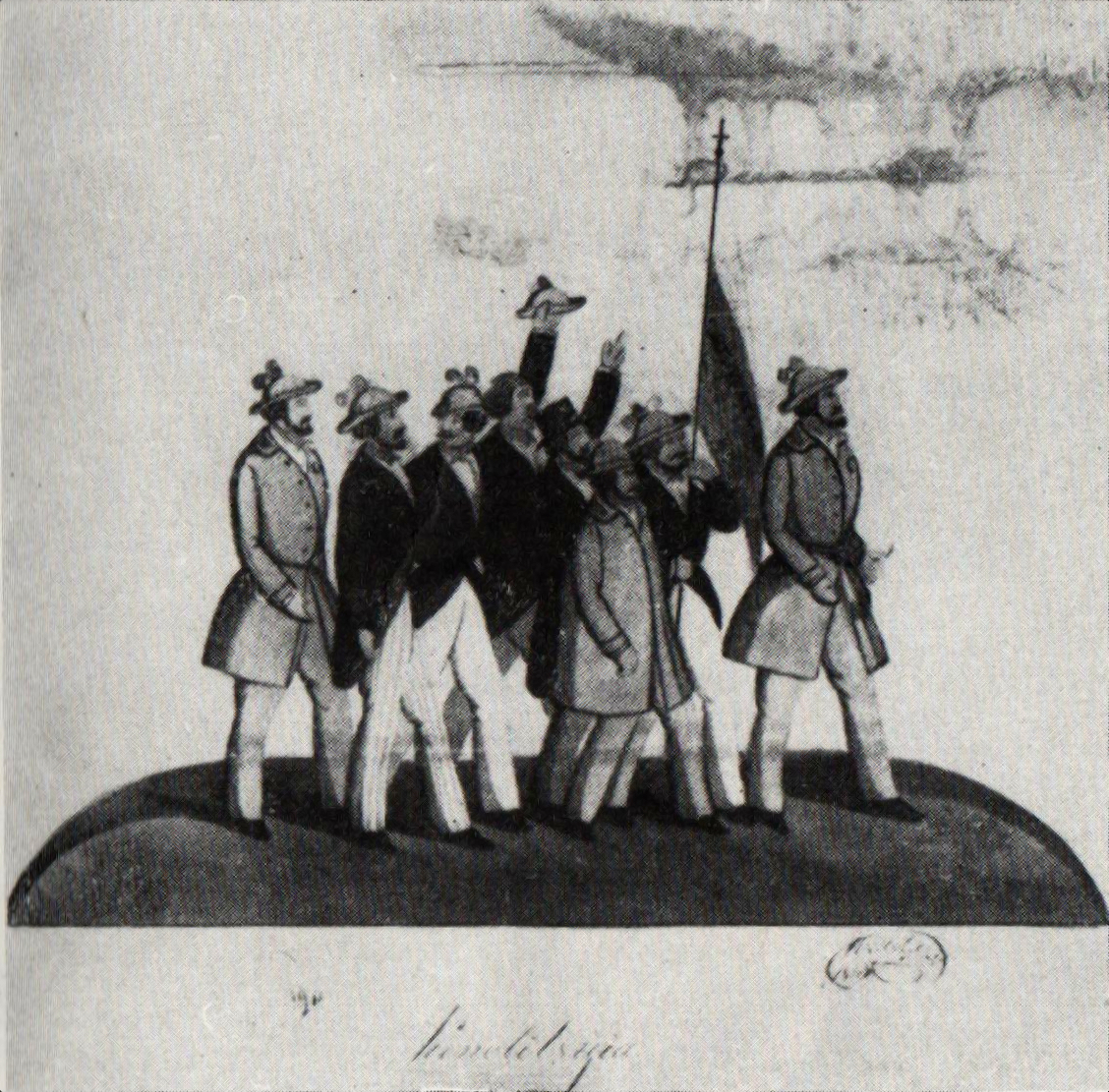
Жителі Бухаресту з румунським прапором під час подій 1848 року

У Волощині революція пройшла успішніше, ніж у Молдові. 9 червня відбулося перше повстання, а вже 11 червня влада перейшла в руки повстанців. Слідом за цим почалося проведення реформ, хоча ситуація в країні була вкрай нестабільна. Волоські революціонери ставилися до об'єднання Дунайських князівств серйозніше, ніж молдовські. У кулуарах волоського парламенту обговорювалося питання про об'єднання князівств. Однак єдності серед нового керівництва країни не було. Консервативні бояри взагалі не хотіли перетворень, під їх тиском реформи стали половинчастими. Проте об'єднання князівств вже не було можливим, так як в Молдові революція зазнала поразки.
19 липня в Волощину була введена турецька армія, а 13 вересня турки перейшли до силових дій, придушивши революцію. 15 вересня в країну ввійшли російські війська. Після поразки волоські революціонери втекли до Трансильванії. Вже після 1849 року румунський національний рух консолідувався. Усвідомивши свої помилки, на перший план було поставлено об'єднання Дунайських князівств в єдину державу. Проведення ліберальних реформ планувалося румунською інтелігенцією вже на основі майбутньої єдиної держави.

### Після революцій
Румунські емігранти в країнах Європи («пашоптісти») після поразки революцій в Дунайських князівствах розгорнули боротьбу за об'єднання князівств у пресі та на політичній арені. Пропагандисти влаштовували публічні виступи, конференції, видавали праці і друкували статті в європейській пресі з метою забезпечити собі широку підтримку серед європейської спільноти і перетворити румунську проблему в інтернаціональну.
Також робота проводилася з румунською молоддю, яка навчалася за кордоном. Так, у Парижі румунською мовою видавалися газети «Жунімя ромине» і «Републіка Ромине», де пропагувалися ідеї румунської єдності. Румунська інтелігенція вела політичну роботу в Німеччині, Великій Британії, Османській імперії, Франції. Робота за кордоном консолідувалася зусиллями Ніколае Белческу та Михайла Когелнічану. Після Кримської війни методи роботи змінилися. Частина інтелігенції повернулася в Дунайські князівства після 1854 року, коли звідти пішли реакційні російські війська. У Яссах та Бухаресті за підтримки Когелнічану видавалися газети «Тімпул», «Стяуа Дунеря», «Роминія літераре» і «Патрія». У газетах центральною темою була культурна єдність князівств і необхідність створення єдиної Румунії.

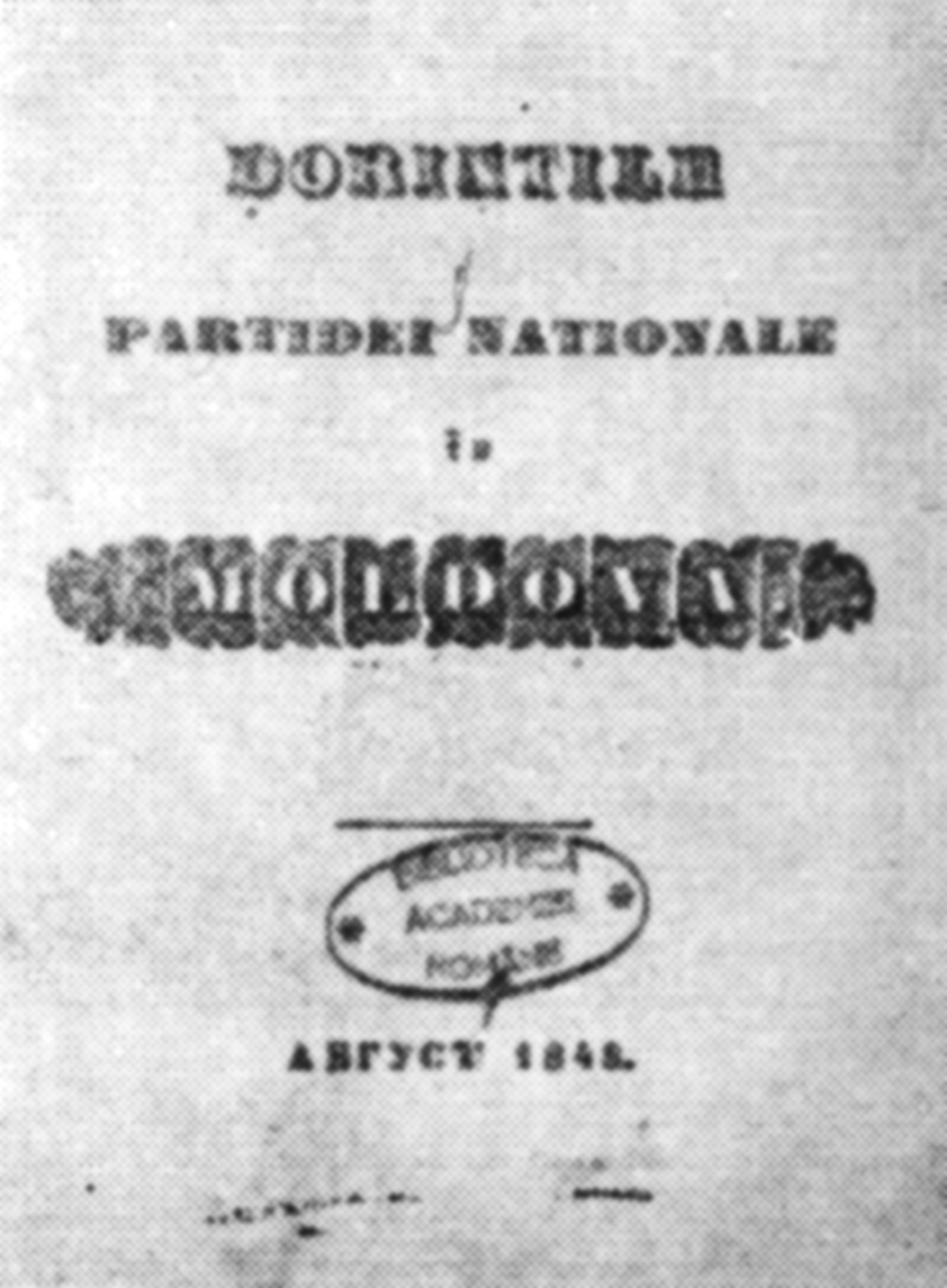
«Побажання національної партії Молдови» Михайла Когелнічану

У Дунайських князівствах тим часом склалася складна ситуація. Феодальний лад, який так і не був ліквідований революціями 1848 року, впливав на розвиток цих держав. Низька купівельна спроможність населення, викликана недостатніми доходами, і вузькість внутрішнього ринку гальмували розвиток Волощини та Молдови. У таких умовах інтелігенція, яка брала участь у революціях 1848 року, і ліберально налаштована буржуазія об'єдналися в новий рух юніоністів. Юніоністи в першу чергу боролися за об'єднання князівств та ліквідацію залежності від Османської імперії. На їхню думку саме це могло вивести держави з кризи та дати поштовх подальшому розвитку капіталістичних відносин. Юніоністи намагалися досягти своєї мети легальними методами, за допомогою Адунаря Обштяске. Їх противниками стало консервативно налаштоване «велике» боярство і наближені до господарів чиновники. У першу чергу це пояснювалося побоюванням втратити прибуткові місця у владі і лояльність господаря. Бояри побоювалися того, що ліберально налаштовані юніоністи отримали підтримку серед селянства, і можуть позбавити їх землі.
Таким чином, після Кримської війни у Волощині та Молдови виникло два протиборчі табори — юніоністи і боярство. Всі політичні суперечки та розбіжності точились навколо створення єдиної румунської держави.

## Об'єднання Дунайських князівств

### Дивани Ад-Гок. Друга спроба об'єднання
Дунайські князівства з 1829 року перебували під контролем Російської імперії. Після закінчення Кримської війни на Паризькому конгресі було прийнято рішення позбавити Російську імперію прав на Волощину і Молдову. Також три південних повіти Бессарабської губернії передавалися Молдовському князівству. На Паризькому конгресі обговорювався післявоєнний устрій причорноморського регіону, але з питання про облаштування Волощини і Молдови не було прийнято рішення. Пропонувалося об'єднати ці князівства в єдину державу, але підтримки ця ідея не отримала, зокрема Османська імперія виступала проти втручання в її внутрішні справи.

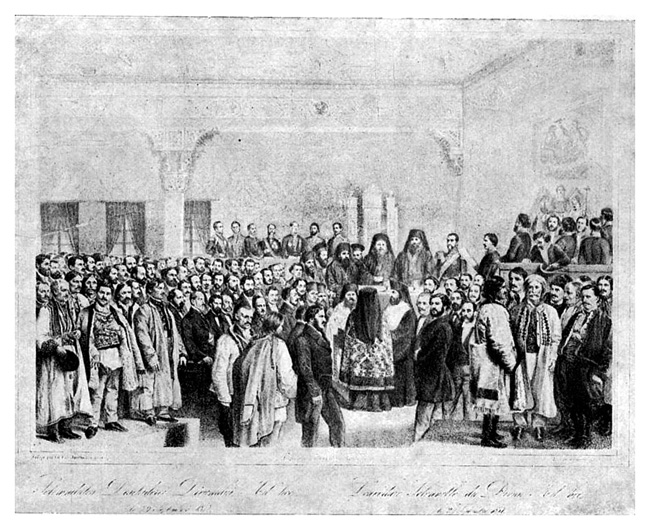
Один з диванів Ад-Гок під час засідання

Вирішити румунське питання належало самим жителям князівств під наглядом Османської імперії. У 1857 році повинні були відбутися засідання диванів Ад-Гок, які повинні були визначити майбутнє князівств. Ці дивани були тимчасовими комітетами, які створювалися в екстреній ситуації і повинні були вирішити тільки одну справу. У ці комітети за допомогою загального голосування обиралися місцеві жителі, які голосуванням вирішували спірне питання. Відразу після вирішення питання Ад-Гок розпускався особливим указом султана.
Вибори в дивани, а потім і їх засідання повинні були відбутися в Молдові та Волощині. Напередодні виборів в Ад-Гок в обох князівствах були утворені центральні виборчі комітети, за якими стежила турецька влада. Основи комітетів склали групи юніоністів.
Напередодні виборів в Ад-Гок в Дунайських князівствах склалися протилежні політичні ситуації. У Волощині каймакам позитивно ставився до програми юніоністів, тому намагався сприяти проведенню виборів. У Молдові склалася протилежна ситуація. Місцева влада виступала проти об'єднання князівств. За підтримки Туреччини та Австро-Угорщини списки вибірників в Молдові були сфальсифіковані, а на юніоністів і кандидатів в Ад-Гок чинився тиск. Молдовський каймакам Ніколае Вогориде, призначений правителем Молдови незадовго до виборів, проводив таємне листування з Віденським двором з метою заручення підтримкою у проведенні фальсифікованих виборів.
Листування було викрито юніоністами, які скористалися ним як доказом нечесної організації виборів.
7 липня 1857 року в Молдовському князівстві відбулися вибори в Ад-Гок, але більша частина населення їх бойкотувала. У такій ситуації султан змушений був визнати, що Вогориде вибори сфальсифікував, і призначити нові. У результаті других виборів в молдовський Ад-Гок пройшло багато представників юніоністського руху.
У вересні того ж року вибори в Ад-Гок пройшли в Волощині. Тут на відміну від Молдови не було подібних інцидентів, і до кінця вересня в князівствах діяли дивани Ад-Гок. В обох диванах абсолютна більшість місць належало юніоністам. З 22 вересня по 7 жовтня відбулося по 7 засідань диванів в кожному князівстві (всього 14). На останньому засіданні в Молдові Михайло Когелнічану запропонував проект резолюції з румунського питання:

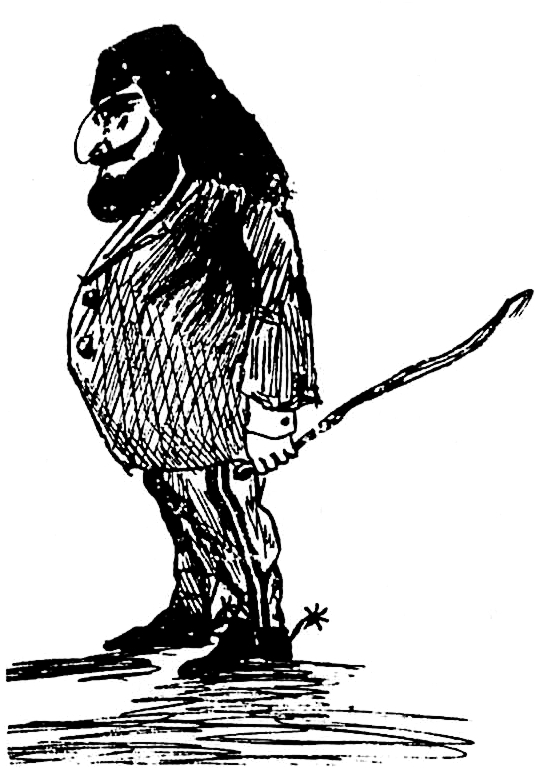
Карикатура на молдовського каймакама Николае Вогориде

1. Збереження автономій Дунайських князівств
2. Об'єднання князівств в нове державне утворення — Румунію
3. У новій державі повинна бути заснована спадкова монархія, основоположником якої повинен стати представник однієї з європейських династій
4. Територіальна цілісність нової держави повинна дотримуватися Османською імперією
5. Формування нового органу законодавчої влади — єдиного для обох князівств Громадського зібрання
6. Резолюція повинна бути забезпечена великими державами, які взяли участь у Паризькому конгресі

Резолюція була прийнята 81 голосом проти 2. Наступного дня 8 жовтня на останньому засіданні у Волощині на розгляд була запропонована подібна резолюція, але волоські юніоністи вклалися в 4 пункти. У Волощині резолюцію прийняли одноголосно. Відразу після закінчення засідань диванів Ад-Гок вони були розпущені спеціальним фірманом султана.

### Сполучені провінції
У 1858 році в Парижі відбулося ще одне засідання представників великих держав. Цього разу однією з основних тем став розгляд резолюцій, запропонованих торік диванами Ад-Хок. Конгрес тривав з 10 травня по 7 серпня, на ньому була прийнята спеціальна Паризька конвенція про устрій Дунайських князівств. Незважаючи на прийняте рішення, конвенція не була остаточним рішенням румунського національного питання, і те залишалося відкритим. Вона передбачала:
1. Формальне перейменування Дунайських князівств в Сполучені провінції Волощини і Молдови і створення єдиної законодавчої комісії, касаційного суду і армії
2. Волощина і Молдова фактично залишаються окремими державами з різними господарями, які довічно обираються Адунаря Обштяске. Кожен господар повинен мати міністрів
3. Волощина і Молдова залишаються васалами Османської імперії, але при цьому на них поширюється колективна гарантія великих держав

Органічний регламент, введений при Кисельові, частково змінюються цією конвенцію. Тепер господарі в управлінні князівствами повинні були керуватися конвенцією великих держав.

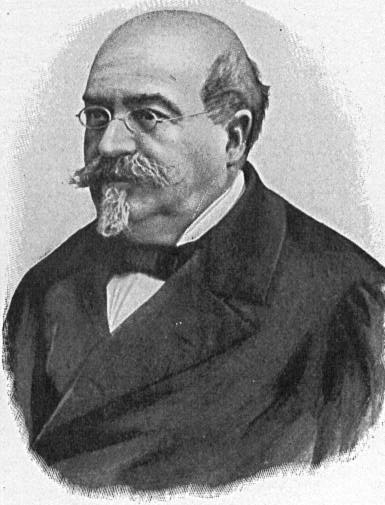
Михайло Когелнічану

Також вводилися загальні поштова, митна і монетна системи. У князівствах створювався загальний комітет, який знаходився в Фокшанах і повинен був видавати загальні для князівств закони. Для реалізації положень конвенції в кожному князівстві були створені окремі комітети. Формальне об'єднання Дунайських князівств під гарантіями великих держав було вигідно Великій Британії і Франції, які хотіли таким чином посилити свій вплив на Балканах і в Османській імперії, що розпадалась. Після того, як Російська імперія програла Кримську війну і вивела свої війська з князівств, ті стали залежними від держав Західної Європи. З Волощини і Молдови на захід вивозилося зерно й сировина для промислового виробництва, тому ті стали залежними від західних капіталів (зокрема британських і французьких). Пізніше Велика Британія і Франція планували знайти для Волощини та Молдови єдиного монарха, лояльного до них, після чого половинчасте об'єднання князівств повинно бути завершено.
Конвенція, прийнята в Парижі, не принесла очікуваного юніоністам негайного об'єднання Волощини та Молдови в єдину державу. Вони усвідомили, що боротьбу за об'єднання слід проводити своїми силами, не покладаючись на інші держави. Попри це, юніоністи пізніше скористалися половинчастим об'єднанням князівств, сформувавши на його основі цілісну державу.

### Вибори господаря 1859 року. Третя спроба об'єднання
У 1859 році повинні були відбутися чергові вибори монархів Волощини та Молдови. На початку року в Молдові почалося висунення та обговорення кандидатур. Там було два основних кандидата на престол: Михайло Стурдза, старий господар, і його син Георгій. Несподіваним була пропозиція прихильників національної партії зробити господарем Александру Іоана Кузу. Після переговорів члени парламенту обрали Кузу господарем Молдови, та він вступив на молдовський престол місяцем пізніше.
Вибори господаря Волощини відбулися одночасно з виборами в Молдові. Головними кандидатами на престол тут були Георге Бібеску і Барбу Штірбу. Однак місцеві юніоністи заручилися підтримкою національної партії Молдови, і, дізнавшись що на молдовський престол претендує Куза, висунули його кандидатом на волоський престол. 24 січня в Бухаресті почалося засідання національних зборів. Одночасно прихильники об'єднання князівств зібрали в місті багатотисячний мітинг. До волоського парламенту прийшло багато людей під керівництвом депутата Василе Боереску, і голосування проходило у важких умовах. Мітингувальники вимагали обрати господарем Волощини Кузу, який вже був обраний у Молдові. Бореску навів аргументи на користь обрання Кузи. Він підкреслив, що Паризька конвенція не забороняє обирати одного і того ж монарха відразу в Волощині та Молдові. У той же день Куза був обраний і проголошений господарем Волощини. На престол Молдовського князівства він вступив 17 березня того ж року.
Франція і Велика Британія не очікували такого результату виборів. Вони сподівалися посадити на престоли обох князівств лояльного їм монарха, тому подвійне обрання Кузи їм було невигідно. Османська імперія, Велика Британія, Франція і Австро-Угорщина відмовилися визнавати вибори легітимними. Турецькі війська почали стягуватися до румунського кордону, на південний берег Дунаю і в Добруджу. Слідом за турецькими військами до румунського кордону стягнулися австрійські. Новоствореній державі загрожувала подвійна інтервенція. Помірно налаштована Франція закликала Австро-Угорщину і Туреччину утриматися від силових дій. Те ж зробила і Російська імперія, якій було вигідно ослаблення турецьких, французьких і британських позицій у регіоні. Одночасно до війни готувалося Об'єднане князівство — так тепер називалася єдина держава Волощини і Молдови. Війни вдалося уникнути завдяки дипломатичному втручанню Російської імперії та Франції. Попри це, протягом наступних двох років навколо Об'єднаного князівства зберігалася напружена ситуація.

### Назва нової держави
У середньовіччі слово «румун» (rumân) означало «кріпак», тобто цей первісний етнонім, назва народу, отримав соціальний зміст. Немає жодних сумнівів у тому, що слово «румун» походить від слова «Рома», тобто Рим, закони лінгвістики це доводять абсолютно точно, тому що в румунській мові латинський звук «о» переходить в «u» («у»). Але яким чином етнонім перетворився на соціальний термін сказати важко. Ясно інше: коли національна свідомість стала надбанням широких мас, особливо в 19 столітті, сенс назви румун знову змінився. Він став етнонімом. У 19 столітті з ним відбулася зміна: з «румун» він перетворився в «Роминія» (român), саме для того, щоб римське походження було очевидно. При цьому слід підкреслити, що самі румуни використовувало слово «румун» як самоназву, але коли кріпосна залежність стала загальною, це слово стало синонімом слова «кріпак». З 1866 року, відповідно до нової Конституції, Об'єднане князівство починає офіційно іменуватись Румунія.

## Наслідки

### Формування нової держави

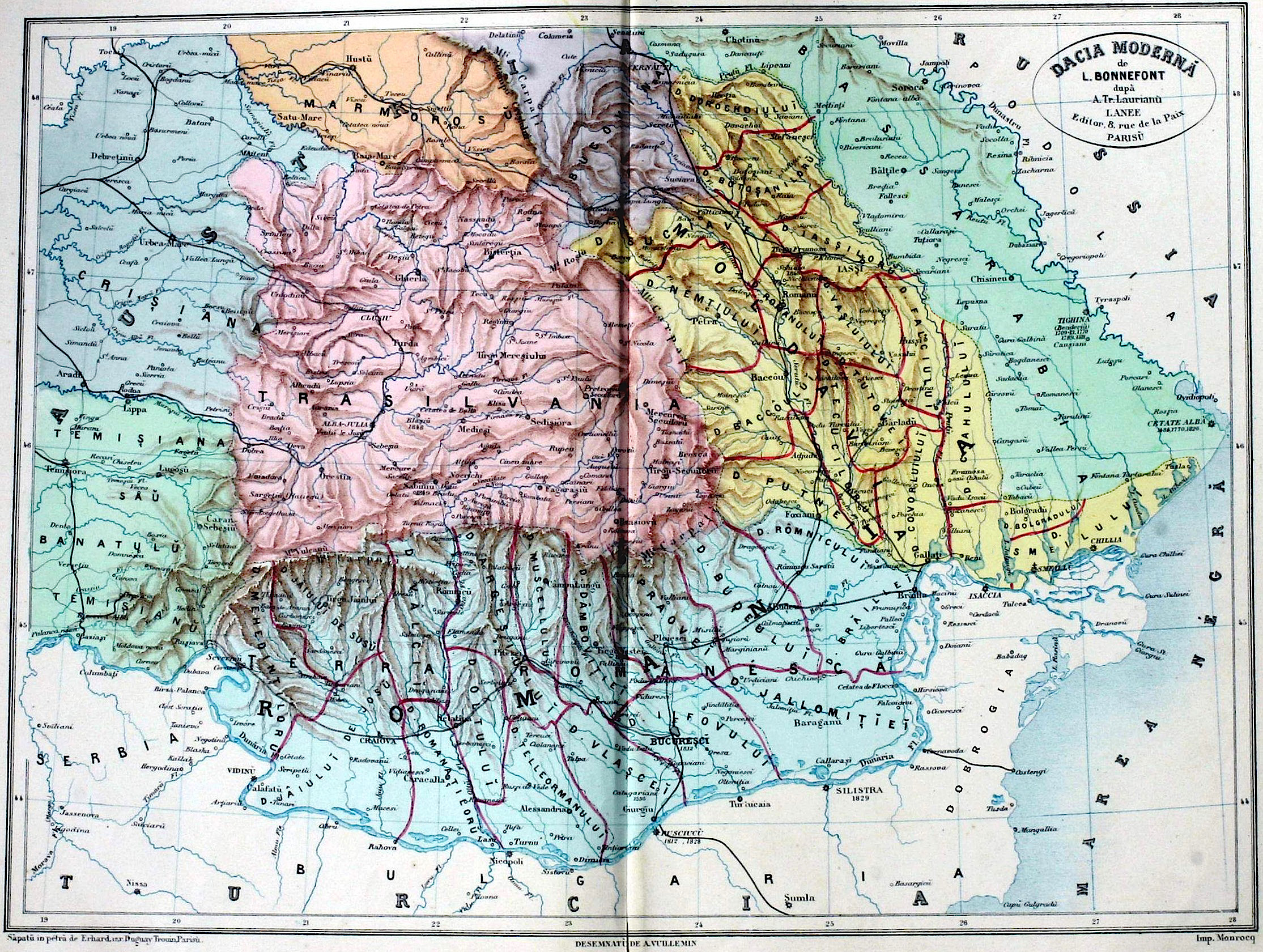
Карта Об'єднаного князівства Волощини і Молдови зразу після об'єднання

З 1859 по 1862 роки відбувалося поступове визнання виборів господаря легітимними, а формування румунської держави таким, що завершилось. У 1861 році Османська імперія визнала існування Об'єднаного князівства Волощини і Молдови як свого васала. Однак це не означало, що румунсько-турецькі відносини покращилися. У 1862 році відбувся великий збройовий скандал, який ледь не призвів до війни Сербії та Об'єднаного князівства проти Туреччини. Надалі подібні скандали відбувалися ще кілька разів, зокрема довгий час залишалося невирішеним питання про болгарські склади зі зброєю і боєприпасами на території Румунії, якими користувалися болгарські ополченці в боротьбі з Османською імперією. Румунська держава була васалом Османської імперії до 1877 року, коли вона оголосила про незалежність і була визнана в Сан-Стефанському і Берлінському договорах. У 1881 році на основі Об'єднаного князівства було сформовано Румунське королівство на чолі з Каролем I.
Пізніше на основі королівства була сформована Соціалістична Республіка Румунія, а потім і Республіка Румунія. Об'єднання Дунайських князівств має далекосяжні наслідки, оскільки держава, що виникла тоді, існує до сих пір, жодного разу не втративши державності. Створення Румунії вплинуло на політичну ситуацію в регіоні. З'явилася нова держава, з якою необхідно було рахуватися у міжнародній політиці.

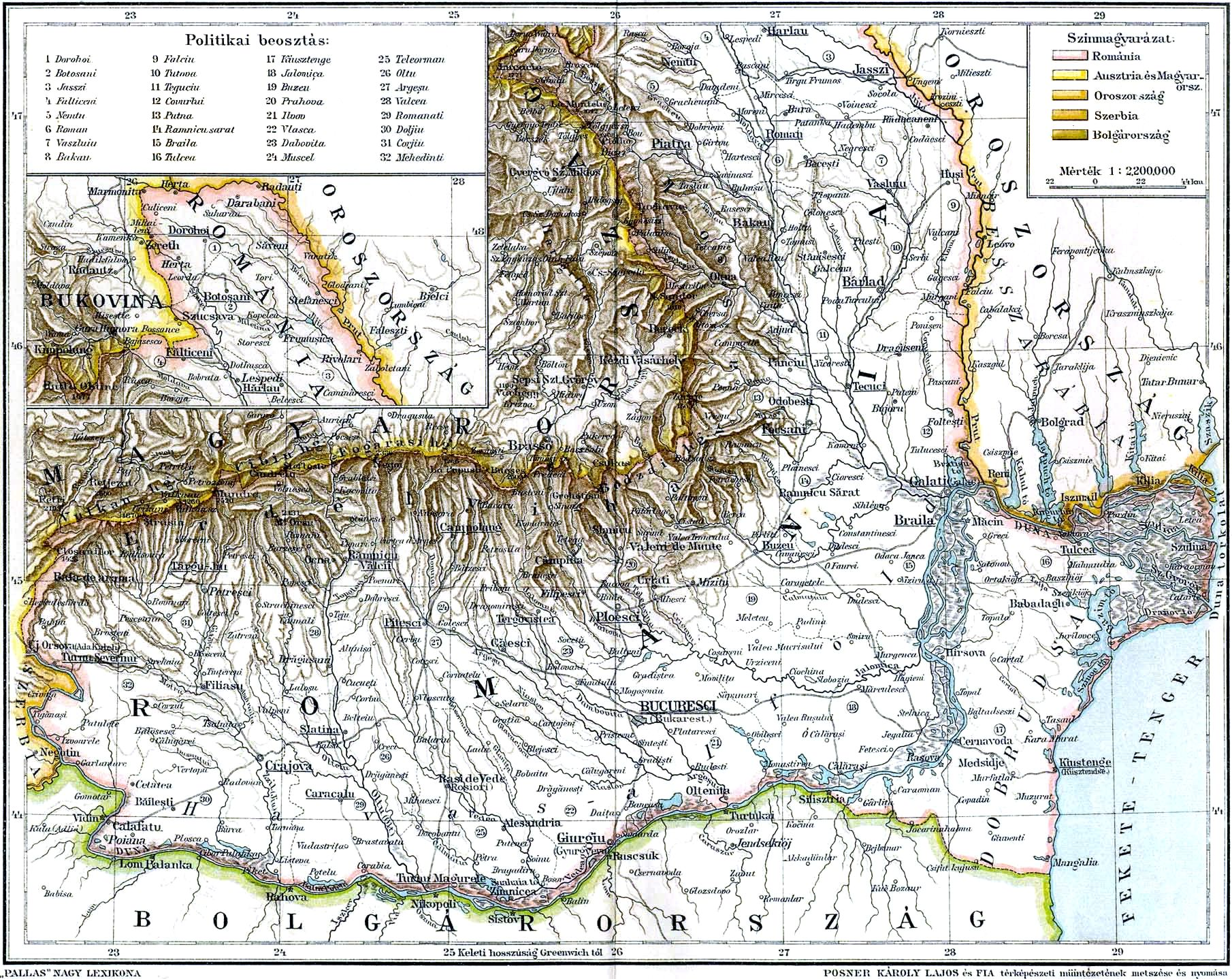
Карта Об'єднаного князівства Волощини і Молдови 1897 року

Варто додати, що об'єдналося Волоське князівство тільки з тією частиною Молдовського князівства, що лежить на правому березі Пруту. Інша частина Молдовського князівства, яка лежить між Прутом та Дністром, у 1812 році потрапила під панування Російської імперії, та отримала назву Бессарабія. У 1918 році лівобережня частина Молдови була возз'єднана з правобережною частиною у єдиній державі Румунське королівство. Але 1940 року після змови між Сталіним та Гітлером (див. пакт Молотова — Ріббентропа) Бессарабія знову потрапила під російську владу. Тому питання об'єднання Румунії має не тільки історичне значення, але й існує у сьогоденні.

### Соціально-економічне значення
Об'єднання Дунайських князівств дало поштовх розвитку економіки. В економіку нової держави вливалися гроші з Європи. Завдяки інвестиціям розвиток капіталістичних відносин прискорився, і до 1863 року вже в Об'єднаному князівстві Волощини і Молдови налічувалося 7849 промислових і 30 000 комерційних підприємств. Проте варто зазначити, що до Першої світової війни Румунія залишалась аграрною країною.

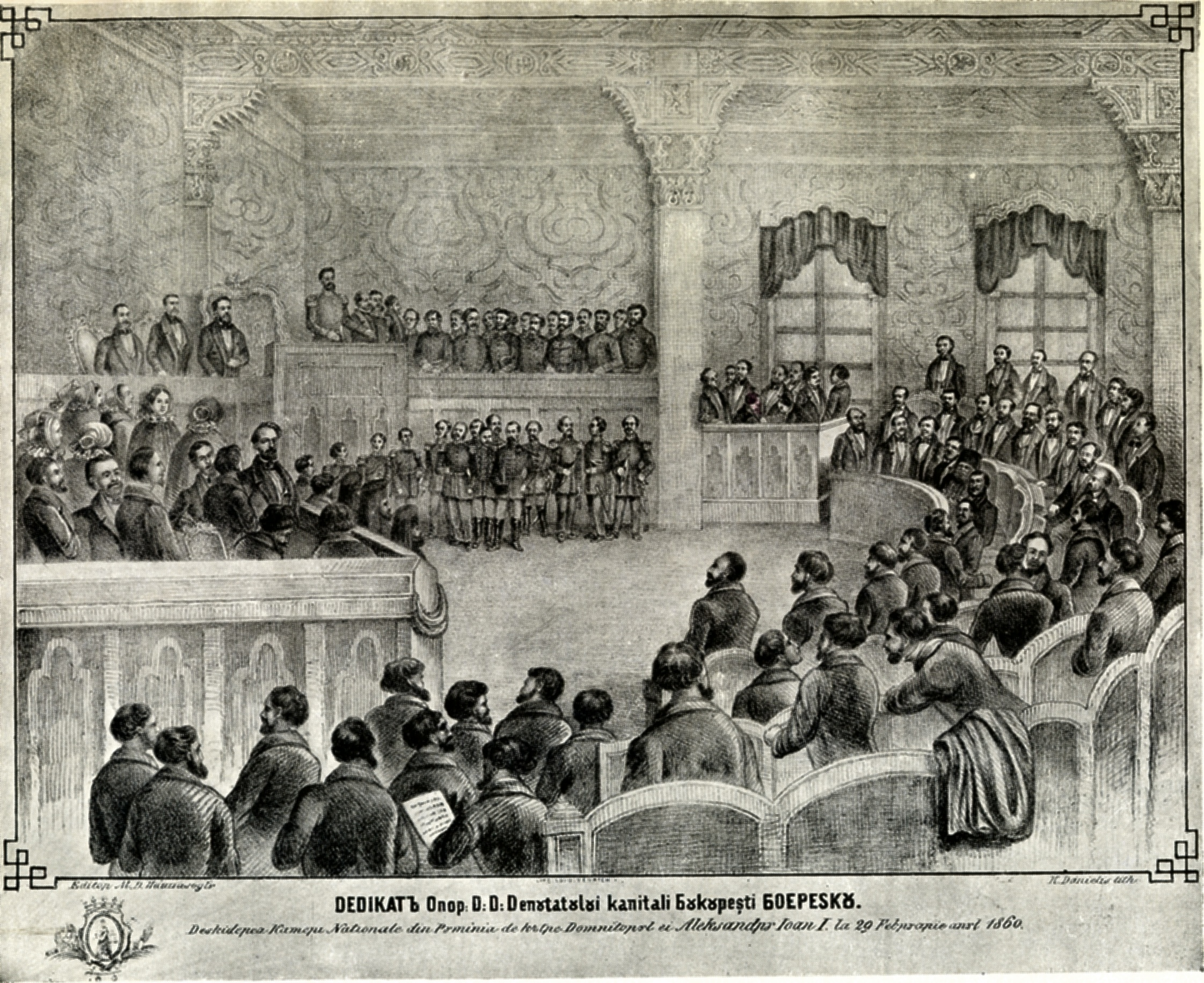
Перше засідання Національних зборів Об'єднаного князівства Волощини і Молдови

В результаті об'єднання Волощини і Молдови до влади в новій державі прийшли ліберали на чолі з Александру Куза. Також створення національної румунської держави дозволило новій владі зосередитися на побудові нового суспільства. Почалася боротьба з консервативно налаштованим боярством. Головною проблемою нової держави стало частково збережене кріпосне право і панщина. Державі потрібна була робоча сила, але більшість працездатного населення було зайнято на полях. Це гальмувало розвиток промисловості, у свою чергу надвиробництво сировини змушувало продавати його за кордон. Це перетворювало Об'єднане князівство на сировинний придаток промислово розвиненої Європи. Куза розгорнув політичну боротьбу проти боярства, одночасно проводилися ліберально-демократичні реформи. При Кузьо були створені нові органи управління державою, зокрема заснована посада домнітора і скликаний єдиний для обох князівств парламент — Національні збори. Проведення ліберальних реформ дозволило наблизити державу до розвинених країн Заходу. Румунія вступила на тривалий шлях стабільного розвитку.
Також перемога юніоністів допомогла розвитку румунської культури. Після об'єднання Молдова і Волощина могли разом боротися проти Османської імперії, зокрема проти культурного тиску з боку Туреччини. Був знижений рівень цензури, з'явилися умови для формування румунського театру. Так, у наступні кілька років в Об'єднаному князівстві почали з'являтися нові періодичні видання. Розвиток культури після об'єднання князівств значною мірою вплинув на розвиток та історію сусідньої Трансильванії, а також на культуру сучасної Румунії в цілому.

## Підйом румунської національної свідомості
Об'єднання основної частини румунського народу в одній державі дало поштовх розвитку румунської культури. Одним з головних напрямків був розвиток румунської літератури. Класиками румунської літератури кінця XIX століття стали В. Александрі, І. Крянге, Н. Филимон, А. Одобеску, М. Емінеску. Також широку популярність здобули Г. Кожбук, М. Садовяну та інші. Паралельно йшов розвиток преси, яка надавала значний вплив на літературу. У другій половині XIX століття в результаті демократичних перетворень був знижений рівень цензури. Завдяки цьому в Румунії було засновано багато нових газет різної спрямованості, з них найбільший тираж мали «Роминія літераре», «Стяуа Дунеря», «Роминул», «Адеверул», «Універсул», «Діміняца».

## Відображення в історіографії

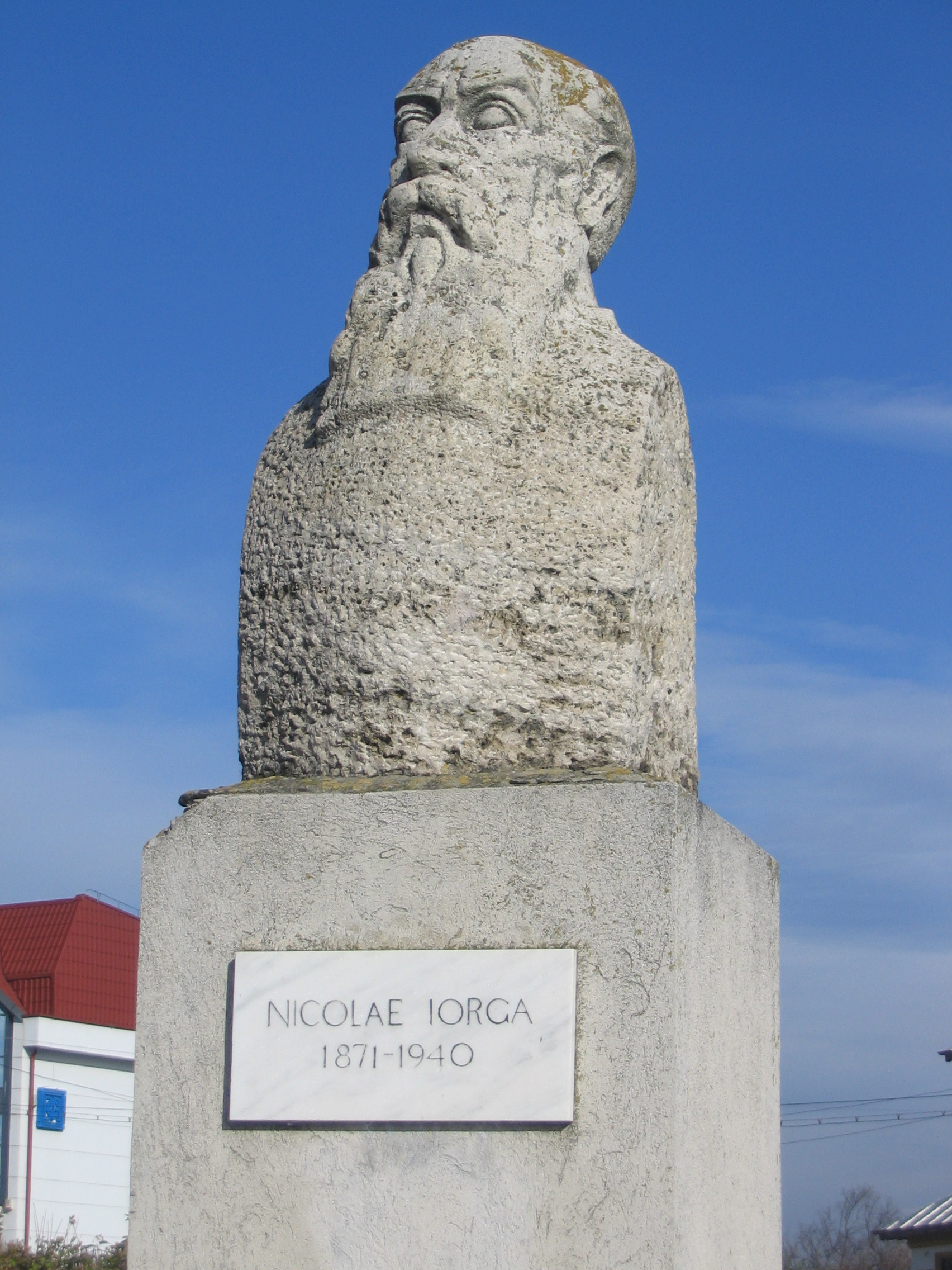
Пам'ятник Ніколае Йорга

Об'єднанню Молдови та Волощини 1859 року в румунській історіографії приділяється особлива увага. Ще наприкінці XIX століття почали з'являтися праці, присвячені цій події. Одними з перших стали «Акти та документи щодо історії відродження Румунії» в десяти томах (1889–1909). У той же час у світ вийшли праці Ніколае Йорга і Ксенопола «Історія політичних партій в Румунії» (1910) і 9-й том «Історії румунів» (1938). На початку XX століття вже після створення Великої Румунії інтерес до об'єднання князівств було втрачено.
Тільки в 1959 році, до сторіччя об'єднання Волощини та Молдови в одну державу, почали з'являтися нові праці істориків. Це «Документи, пов'язані з Об'єднанню Князівств» (1959–1963), підготовлені та видані за сприяння Інституту історії «Ніколае Йорга» АН СРР. У 1960 році був виданий спеціальний том «Дослідження з об'єднання князівств», де були зібрані всі наукові роботи та публіцистичні статті, присвячені вивченню румунського національного руху. Об'єднанню Дунайських князівств також був присвячений IV том «Історії Румунії», виданий в тому ж році.

### Румунською
- Istoria Poporului Român — Biblioteca de Istorie. — Editura Ştiinţifică, 1970.
- Vlad Georgescu. Istoria ideilor politice româneşti (1369-1878). — Munich, 1987.
- Neagu Djuvara. Între Orient şi Occident. Ţările române la începutul epocii moderne. — Bucharest, 1995.

### Російською
- Очерки политической истории Румынии (1859—1944). — Кишинёв, 1985.
- Краткая история Румынии. С древнейших времён до наших дней / В.П. Виноградов. — Москва : Наука, 1987.